# Resolució 2072 del Consell de Seguretat de les Nacions Unides
La Resolució 2072 del Consell de Seguretat de les Nacions Unides fou adoptada per unanimitat el 31 d'octubre de 2012. Després de recordar les resolucions anteriors sobre Somàlia, en particular les resolucions 1772, 2010 i 2036, assenyalant que la situació al país encara constituïa una amenaça a la pau i la seguretat a la regió, i destacant les condicions excepcionals a la ciutat de Nova York a causa de l'huracà Sandy, el Consell va autoritzar a la Unió Africana a ampliar la seva missió a Somàlia durant una setmana fins al 7 de novembre de 2012.